# Laird

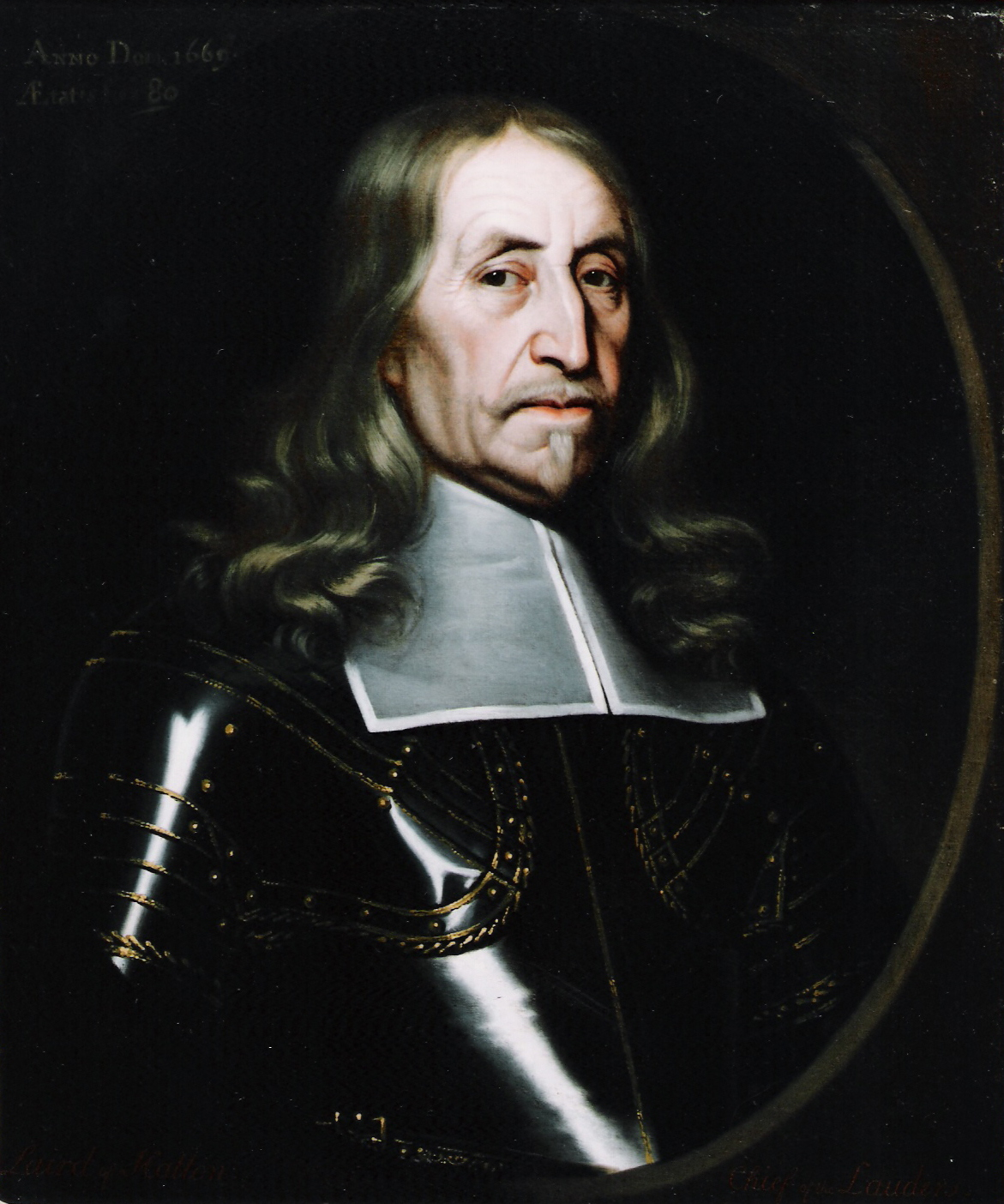
El Muy Honorable Richard Lauder, Laird de Haltoun

Laird (/ˈlɛərd/) es un nombre genérico asignado en Escocia a los propietarios de grandes fincas con larga tradición, siendo aproximadamente equivalente a los esquire en Inglaterra, aunque este supone un rango superior en Escocia. En el orden de precedencia, un laird está por debajo de un barón y por encima de un gentilhombre. Esta clasificación solo es aplicable a aquellos lairds oficialmente reconocidos en una designación territorial (o lairdship) por el Lord Lyon King of Arms. Suelen ser nombrados de la siguiente forma: [nombre] [apellido] de [lairdship], y tradicionalmente tienen la potestad de colocar el título El Muy Honorable antes de su nombre.
A pesar de que el Gobierno de Reino Unido considera que «no es necesario que las palabras “Laird de” (Laird of) aparezcan en ninguna parte de los pasaportes de los lairds escoceses, las solicitudes para incluirlas por parte de los solicitantes y poseedores de pasaportes con títulos señoriales y los lairds escoceses pueden ser aceptadas siempre y cuando se aporte evidencia documental, y serán registrados en el pasaporte con una anotación, p. ej.: EL TITULAR ES EL SEÑOR  DEL MANOR/LAIRD DE ....... ».
El Lord Lyon, la autoridad escocesa en lo que a títulos se refiere, ha producido la siguienta guía sobre el uso actual del término laird:

El término "laird" generalmente se ha aplicado al propietario de una finca, a veces por el propio dueño o, más comúnmente, por aquellos que viven y trabajan en la misma. Más que un título es una descripción, y no es adecuado para el propietario de una propiedad residencial normal, mucho menos para el propietario de una pequeña parcela. El término 'laird' no es sinónimo de "lord" o "lady".

La propiedad de una pequeña parcela (en la jurisdicción del Lord Lyon) no es suficiente para que una persona acceda al título si no es elegible de otra forma.

Históricamente, el término laird «de boina» se ha aplicado a los pequeños propietarios rurales, dado que solían vestir una boina como las clases no terratenientes. Los laird de boina ocupaban una posición por debajo de los laird y por encima de los granjeros, una posición similar a los yeomen ingleses.